# آکچی میتسوتسوگو
آکچی میتسوتسوگو (به ژاپنی: 明智光継) پدر آکچی میتسوتسونا (۱۴۹۷–۱۵۳۵) و پدربزرگ آکچی میتسوهیده، سامورایی و یکی از ملازم خاندان توکی در دوره سنگوکو بود. وی ارباب قلعه آکچی در ولایت مینو در ژاپن بود. وی پدر اومی نو کاتا همسر اصلی سایتو دوسان دایمیوی ولایت مینو بود.